# 일본 한자음
일본 한자음(日本漢字音)은 일본어에서의 한자의 소리를 뜻한다. 대부분 한 글자가 하나의 소리만을 가지고 있는 한국 한자음과 달리, 일본의 한자음은 시대에 따른 중국어의 음운의 변화를 반영했기 때문에, 하나의 한자가 중국에서 유입된 시기에 따라 여러 음을 가질 수 있다. 예를 들면, 밝을 명(明)이라는 글자는 한국에서는 '명'이라고만 읽지만, 일본에서는 ミヤウ, メイ, ミン이라는 세 가지 소리가 날 수 있다. 이와 같이 한자를 읽을 때 그 글자의 뜻에 해당하는 훈독과 음으로 읽는 음독이 있다.

## 종류
일본 한자음은 그 음이 중국에서 유입된 시기에 따라 오음, 한음, 당음으로 나뉘고, 이 세 가지와는 별도로 일본에서 정착된 관용음이 있다. 明의 경우, ミヤウ가 오음, メイ가 한음, ミン이 당음에 해당한다.

### 오음
오음(吳音, 呉音 고온[*])은 5, 6세기에, 남북조 시대의 남조에 있던 양쯔강 하류 지역의 발음이 직접, 혹은 한반도를 거쳐서 일본으로 유입되었다고 추정되는 한자음이다. 이 때 '오'는 지역의 이름으로, 현재의 상하이와 항저우를 중심으로 장강(양쯔강) 하류 지역을 포괄적으로 이르는 말이다. 오음이 들어온 경로를 이와 같이 추정하는 것은 왜5왕이 남조한테 사신을 보냈던 시기였기 때문에 중국과 일본 간의 교류가 많았고, 중국본토와 한반도로부터 불교와 유교가 유입되던 시기였 토대로한 이유 때문이다. 그러나, 오음이 정말 남방계통의 발음인가를 확실히 증명할 수 있는 사료는 없다.
오음, 한음, 당음 중에 가장 먼저 들어왔기 때문에, 오음 밖에 존재하지 않던 시기에는 '와온(和音, 또는 야마토고에)'라고 불리다가, 헤이안 시대 중기 이후에 '오음'이라는 이름을 얻게 되었다. 또한 중국본토에서도 당나라 때, 수도 장안(長安)에서는 그 지역의 발음을 '진음(秦音)'이라고 부르고, 변두리 지방인 양쯔강 이남의 발음을 '오음'이라고 하였다. 긴메이 천황 때 백제에서 쓰시마섬을 거쳐 오음을 통해 유마경을 읽어서 불교를 전승했기 때문에, '쓰시마온(対馬音)', 또는 '구다라 온(百済音)'이라도 불렀다.
오음은 한음에 비해서 비교적 불규칙적이나, 대략적인 특징은 다음과 같다. (중고음 → 오음) 꼴로 표기한다.
- 음절의 첫소리에서 청탁, 즉 유성음과 무성음의 대립을 일본어의 청음과 탁음으로 구분함으로써 반영한다.

예) 四(사): [si](전청) → シ(청음), 自(자): [dzi](전탁) → ジ(탁음), 登(등): [təŋ] → トウ(청음), 騰(등): [dəŋ] → ドウ(탁음)
- 음절의 첫소리에서 비음인 m과 n을 비음 형태 그대로 유지시켜서 각각 일본어의 マ행과 ナ행으로 표현한다.

예) 木(목): [muk̚] → モク, 無(무): [miu] 혹은 [mio] → ム, 男(남): [nʌm] 혹은 [nɒm] → ナム, 難(난): [nɑn] → ナン
- 입성, 즉 불파음 k̚, p̚, t̚을 끝소리로 가지는 음절은 각각 -キ 또는 -ク, -フ, -チ를 붙인다. 다만 일부 t으로 끝나는 한자가 -チ와 -ツ를 함께 쓰는 경우도 있다.

예) 木: [muk̚] → モク, 力(력): [liək̚] 또는 [lik̚] → リキ, 怯(겁): [kʰiɐp̚] → コフ, 日(일): [ɳiet̚] 혹은 [ɳit̚] → ニチ, 一(일): [ʔiet̚] 혹은 [ʔit̚] → イチ, 発(發, 발): [piuɐt̚] 혹은 [piwɐt̚] → ホチ, ホツ
- 음절의 끝소리에서 ŋ을 표현하는 규칙이 일정하지 않다. 대체로 마지막에 -ウ를 붙여서 표기하는 것이 일반적이나, 아예 생략되는 경우도 있다. 단어 내에서는 뒤에 ガ행의 음절을 붙여 2음절로 표현하는 경우도 있는데, 이는 첫소리의 ŋ을 ガ행으로 표현하는 것과 같은 이치라고 볼 수 있다.

예) 京(경): [kiɐŋ] 혹은 [kiaŋ] → キヤウ, 公(공): [kuŋ] → ク, 双(雙, 쌍): [ʂɔŋ] → 双六(スゴロク, 주사위), 相(상): [siaŋ] → 相模(サガミ, 사가미)
- 모음을 입을 벌리는 정도에 따라 1등에서 4등까지 등호(等呼) 체계로 나누었을 때, 1등에 해당하는 운은 ア단으로, 2등에 해당하는 운은 エ단으로 표현한다.

예) 歌(가): [kɑ] → カ, 家(가): [ka] → ケ
오음은 주로 불교경전이나 법률용어, 만요슈와 같은 와카를 읽을 때 사용된다.

### 한음
한음(漢音, 漢音 간온[*] 또는 漢音 가라고에[*])은 7세기에서 9세기, 즉 나라 시대 후기에서 헤이안 시대 초기 사이에 견수사, 견당사나 유학승 등에 의해서 전해진 한자음을 말한다. 이 시기에는 수나라와 이를 이은 당나라에 의해 중국이 통일되던 시기였으며, 당나라 때 표준으로 삼는 음이 오 지역에서 장안 지역으로 이동함에 따라 오음과 진음의 구분이 생겼다. 한 편, 일본에서는 중국의 제도와 문화를 적극적으로 받아들이기 위해, 지속적으로 중국으로 사신을 보내서 교류를 시도했다. 당시에 한자음으로서 오음을 사용하고 있던 사신들은 의사소통을 더 원활히 하기 위해서 장안의 한자음을 새로 도입해야 할 필요성을 느꼈고, 이에 일본은 장안의 한자음을 '한음'이라고 부르며 한음의 보급에 힘썼다. 지토 천황은 음박사(읽는 방법을 가르치는 박사)를 초빙해서 한음을 가르치게 했다. 또한 792년에 간무 천황은 칙령을 내려서, 유학을 배우는 학생들에게 의무적으로 한음 학습을 하도록 했고, 불교 경전에서도 한자음을 한음으로 번역하게 하는 등, 대대적으로 한음을 장려하고 오음을 구축하는 작업을 행했다. 하지만 당시 오음에 익숙해져 있던 대다수의 승려들은 한음을 사용하는 데에 강렬히 반발했고, 일상어에서 오음으로 굳혀진 일부 용어들은 한음으로 대체가 되지 않았다. 결국 한음이 오음을 완전히 대체하는 일은 일어나지 않았으며, 현재까지도 오음과 한음은 공존하고 있다.
한음은 기본적으로 중고음에 속하나, 당나라 중엽 쯤의 장안 지방의 음운체계를 많이 반영하고 있으며, 오음과 당음에 비해서 가장 체계성을 갖추고 있다고 여겨진다. 한음의 대략적인 특징은 다음과 같다. 오음 → 한음 꼴로 표기한다.
- 음절의 첫소리에서 청탁의 대립이 사라져서 전청과 차청, 전탁을 전부 다 일본어의 청음으로 표기한다.

예) 四: シ → シ, 自: ジ → シ, 登: トウ → トウ, 騰: ドウ → トウ
- 음절의 첫소리에서 m과 n을 각각 バ행과 ダ행으로 표기한다. 이는 장안 지역에서 일어난 비비음화현상(非鼻音化現象)을 반영한 것인데, 비음의 후반부가 파열음, 혹은 마찰음화되어서 m → mb → b으로, n → nd → d으로 바뀌는 현상을 이른다. 이와 같은 이치로 ŋ → ŋg → g으로, ɳ → ɳʑ → ʑ가 되어서 각각 ガ행[5]와 ザ행으로 표기했다.

예) 木: モク → ボク, 無: ム → ブ, 男: ナム → ダム, 難: ナン → ダン, 日: ニチ → ジツ
- 입성을 각각 -ク, -フ, -ツ를 붙여서 표기한다.

예) 木: モク → ボク, 力: リキ → リヨク, 怯: コフ → ケフ, 日: ニチ → ジツ, 一: イチ → イツ, 発: ホチ, ホツ → ハツ
- 음절의 끝소리의 ŋ은 -ウ를 붙여서 표기한다.

예) 公: ク → コウ, 江: コウ → カウ
- - 단, 梗섭, 그 중에서도 3등 庚운, 清운, 青운을 운모로 가지고 있는 한자는 오음에서는 ア단 + ウ로 표기했으나, 한음에서는 エ단 + イ를 붙여서 표기한다.

예) 京: キヤウ → ケイ, 名: ミヤウ → メイ, 明: ミヤウ → メイ, 平(평): [biɐŋ] 혹은 [biaŋ] → ビヤウ → ヘイ
- 음절의 첫소리의 ɣ은 오음에서는 대부분 ワ행으로 표기하나, 한음에서는 カ행으로 표기한다.

예) 和(화): [ɣuɑ] → ワ → クワ, 惑(혹): [ɣuək] → ワク → コク, 会(會, 회): [ɣuɑi] → ヱ → クワイ
- 오음에서 등호에 따른 ア단과 エ단의 구분이 없어져 둘 다 ア단으로 표기한다.

예) 歌: カ → カ, 家: ケ → カ
- 오음에서 ア단 + イ로 표기되던 것이 エ단 + イ로 바뀐 음절이 있다.

예) 礼(禮, 례): [lei] → ライ → レイ, 米(미): [mei] → マイ → ベイ, 弟(제): [dei] → ダイ → テイ
한음은 주로 유교경전, 중국인이나 옛날 한민족의 한자이름을 읽을 때 쓰이며, 불교 중에서도 종파에 따라서 일부 경전과 용어는 한음으로 읽기도 한다. 서양에서 들어온 개념을 한자어로 번역할 때도 한음으로 읽었다. 또한, 당나라 말기에 도항한 승려들이 가지고 온 한자음은 중국어의 근세음적인 특징을 많이 전하고 있으며, 이를 원래의 한음에 대해서‘신한음(新漢音 신칸온[*])’이라고 부르는 경우가 있다. 신한음은 입성의 약화와 탈락, 일부 운에서 ŋ의 약화와 탈락 등의 특징을 가지고 있다.

### 오음과 한음의 대립

#### 초성
| 오음   | 오음   | 청탁        | 청탁          | 청탁        | 청탁        |
| 오음   | 오음   | 전청        | 차청          | 전탁        | 차탁        |
| ------ | ------ | ----------- | ------------- | ----------- | ----------- |
| 순음   | 중고음 | 幫・非 p・f | 滂・敷 pʰ・fʰ | 竝・奉 b・v | 明・微 m・ɱ |
| 순음   | 오음   | ハ행        | ハ행          | バ행        | マ행        |
| 순음   | 한음   | ハ행        | ハ행          | ハ행        | バ행 (マ행) |
| 설음   | 중고음 | 端・知 t・ʈ | 透・徹 tʰ・ʈʰ | 定・澄 d・ɖ | 泥・娘 n・ɳ |
| 설음   | 오음   | タ행        | タ행          | ダ행        | ナ행        |
| 설음   | 한음   | タ행        | タ행          | タ행        | ダ행 (ナ행) |
| 치음   | 중고음 | 精・照 ʦ・ʨ | 淸・穿 ʦʰ・ʨʰ | 從・牀 ʣ・ʥ |             |
| 치음   | 중고음 | 心・審 s・ɕ |               | 邪・禪 z・ʑ |             |
| 치음   | 오음   | サ행        | サ행          | ザ행        |             |
| 치음   | 한음   | サ행        | サ행          | サ행        |             |
| 아음   | 중고음 | 見 k        | 溪 kʰ         | 群 g        | 疑 ŋ        |
| 아음   | 오음   | カ행        | カ행          | ガ행        | ガ행        |
| 아음   | 한음   | カ행        | カ행          | カ행        | ガ행        |
| 후음   | 중고음 | 影 ʔ        |               |             |             |
| 후음   | 오음   | アヤワ행    |               |             |             |
| 후음   | 한음   | アヤワ행    |               |             |             |
| 후음   | 중고음 | 曉 x        |               | 匣 ɣ        |             |
| 후음   | 오음   | カ행        |               | ガ행 (ワ행) |             |
| 후음   | 한음   | カ행        | カ행          | カ행        |             |
| 후음   | 중고음 |             |               |             | 喩 j        |
| 후음   | 오음   | ヤワ행      |               |             |             |
| 후음   | 한음   | ヤワ행      |               |             |             |
| 반설음 | 중고음 |             |               |             | 來 l        |
| 반설음 | 오음   | ラ행        |               |             |             |
| 반설음 | 한음   | ラ행        |               |             |             |
| 반치음 | 중고음 |             |               |             | 日 ɲ        |
| 반치음 | 오음   | ナ행        |               |             |             |
| 반치음 | 한음   | ザ행        |               |             |             |

#### 중성
| 분류 | -e → 여러 가지 | -e → 여러 가지 | -e → 여러 가지 | -e → 여러 가지 | -e → 여러 가지 | -e → 여러 가지 | -e → 여러 가지 | -e → 여러 가지 | -e → 여러 가지 | -ai → -ei | -ai → -ei | -ai → -ei | -ai → -ei | -ai → -ei | -u → 여러 가지 | -u → 여러 가지 | -u → 여러 가지 | -u → 여러 가지 | -u → 여러 가지 | -u → 여러 가지 | -u → 여러 가지 | -u → 여러 가지 |
| 예   | 衣             | 気             | 解             | 会絵           | 快怪           | 外             | 仮家           | 下夏           | 化花           | 西        | 斉        | 体帝      | 米        | 礼        | 素             | 図             | 怒             | 公工口         | 豆頭           | 右有           | 九久           | 留流           |
| ---- | -------------- | -------------- | -------------- | -------------- | -------------- | -------------- | -------------- | -------------- | -------------- | --------- | --------- | --------- | --------- | --------- | -------------- | -------------- | -------------- | -------------- | -------------- | -------------- | -------------- | -------------- |
| 오음 | エ             | ケ             | ゲ             | ヱ             | クヱ           | グヱ           | ケ             | ゲ             | クヱ           | サイ      | ザイ      | タイ      | マイ      | ライ      | ス             | ヅ             | ヌ             | ク             | ヅ             | ウ             | ク             | ル             |
| 한음 | イ             | キ             | カイ           | クワイ         | クワイ         | グワイ         | カ             | カ             | クワ           | セイ      | セイ      | テイ      | ベイ      | レイ      | ソ             | ト             | ド             | コウ           | トウ           | イウ           | キウ           | リウ           |

| 분류 | -o- → -i- | -o- → -i- | -o- → -i- | -o- → -i- | -o- → -e- | -o- → -e- | -o- → -e- | -o- → -e- | -o- → -e- | -o- → -a- | -o- → -a-  | -ya- → -a- | -ya- → -a- | -ya- → -a- | -iki → -yoku | -iki → -yoku | -iki → -yoku | -iki → -yoku |
| 예   | 音        | 隠        | 今金      | 品        | 遠園      | 建        | 言        | 厳        | 越        | 叛        | 発         | 行         | 客         | 白         | 色拭         | 食           | 直           | 力           |
| ---- | --------- | --------- | --------- | --------- | --------- | --------- | --------- | --------- | --------- | --------- | ---------- | ---------- | ---------- | ---------- | ------------ | ------------ | ------------ | ------------ |
| 오음 | オム      | オン      | コム      | ホム      | ヲン      | コン      | ゴン      | ゴム      | ヲチ      | ホン      | ホチ, ホツ | ギヤウ     | キヤク     | ビヤク     | シキ         | ジキ         | ヂキ         | リキ         |
| 한음 | イム      | イン      | キム      | ヒム      | ヱン      | ケン      | ゲン      | ゲム      | ヱツ      | ハン      | ハツ       | カウ       | カク       | ハク       | シヨク       | シヨク       | チヨク       | リヨク       |

| 분류 | -ya- → -e- | -ya- → -e- | -ya- → -e-   | -ya- → -e- | -ya- → -e- | -ya- → -e- | -ya- → -e- | -ya- → -e- | -ya- → -e- | -ya- → -e- | -ya- → -e- | -ya- → -e- | -ya- → -e- | -ya- → -e- |
| 예   | 京経       | 形         | 正生性声省精 | 成静       | 丁挺       | 定         | 兵         | 平病       | 名命明     | 霊         | 役         | 石赤       | 寂         | 暦         |
| ---- | ---------- | ---------- | ------------ | ---------- | ---------- | ---------- | ---------- | ---------- | ---------- | ---------- | ---------- | ---------- | ---------- | ---------- |
| 오음 | キヤウ     | ギヤウ     | シヤウ       | ジヤウ     | チヤウ     | ヂヤウ     | ヒヤウ     | ビヤウ     | ミヤウ     | リヤウ     | ヤク       | シヤク     | ジヤク     | リヤク     |
| 한음 | ケイ       | ケイ       | セイ         | セイ       | テイ       | テイ       | ヘイ       | ヘイ       | メイ       | レイ       | エキ       | セキ       | セキ       | レキ       |

#### 종성
- 양성운 (비음 운미)
  - m: -ム → -ム(대립 없음)
  - n: -ン → -ン(대립 없음)
  - ŋ: -ウ 등[6] → -イ, -ウ
- 입성운 (파열음 운미)
  - k̚: -キ, -ク → -ク (, え단 뒤에서는 -キ)
  - p̚: -フ → -フ(대립 없음)
  - t̚: -チ, -ツ → -ツ

### 당음
당음(唐音, 唐音 도온[*] 또는 唐音 도인[*])은 가마쿠라 시대 이후에 중국에서 들어온 한자음을 말한다. 여기서 '당'은 당나라의 당이 아닌, 중국을 이르는 말인 '당토(唐土)'에서 온 것이다. 무로마치 시대에는 송음(宋音, 宋音 소온[*])이라고 불렸다. 당음과 송음을 합쳐서 당송음(唐宋音)이라고 부르기도 한다. 당음은 오음, 한음처럼 모든 글자들에 대한 체계적으로 음을 붙인 것이 아닌, 단편적으로 중국에서 건너온 특정 한자어와 함께 들어온 한자음이나, 기본적으로 근고음의 특징을 반영하고 있다. 견당사 파견의 중지로 인해 끊어졌던 양국 간의 교류가 헤이안 시대 말기에서 가마쿠라 시대 초기에 걸쳐서 재개되었고, 무로마치 시대, 에도 시대에 이르러 활발해져, 선종의 유학승이나 일반 민간 무역 상인들에 의해서 당음이 전해져내려왔다. 상세히는 가마쿠라 불교의 선종에 기초를 둔 중세당음과, 에도 시대의 황벽종(黄檗宗)에 기초를 둥 근세당음으로 나뉜다. 당음은 선종불교 용어를 제외하면 중국에서 들어온 물품의 명칭에 사용되는 예가 많다.

### 관용음
관용음(慣用音, 慣用音 간요온[*])은 분류상 오음, 한음, 당음의 어느 것에도 속하지 않는 한자음으로, 관용음이라는 용어는 다이쇼 시대에 언어학에 관한 연구가 진행되면서 만들어진 단어다. 어떤 특정한 한자에 관용음이 정착된 이유는 여러가지가 있을 수 있으나, 대부분의 경우는 직관적으로 잘못 읽은 발음이 그대로 여러 사람들에 의해 받아들여진 경우거나 발음하기 쉽게 음에 변동이 일어난 경우다.

#### 햐쿠쇼 요미(와음 현상)
햐쿠쇼 요미(百姓読み)는 모르는 한자의 음을 읽을 때 형성자의 원리에 근거하여 부수가 아닌 나머지 부분을 통해 멋대로 유추해서 읽음으로써 음이 와전되는 현상을 일본에서 부르는 말이다. 예를 들어 輸(수, 중고음: [ɕiu] 혹은 [ɕio])의 일본 한자음은 오음이 ス, 한음이 シユ이나, 소리를 나타내는 부분인 兪(유, 중고음: [jiu] 혹은 [jio])의 일본음이 ユ였기 때문에, 이를 그대로 따와 ユ라고 읽는 것이 정착되었다. 마찬가지로 耗(모, 중고음: [xɑu], 오·한음: カウ)는 毛(모, 중고음: [mɑu], 오음: モウ, 한음: ボウ)에 이끌려서 モウ라는 음이, 攪(교, 중고음: [kau], 오음: ケウ, 한음: カウ)는 覺(각, 중고음: [kɔk], 오·한음: カク)에 이끌려서 カク라는 음이 정착되었다.
이런 무지에 의한 와음현상은 한국에서도 발견되는데, 歐의 원음은 '우'이지만 성부인 區(구)에 이끌려 '구'라는 음이, 粘의 원음은 '념'이지만 성부인 占(점)에 이끌려 '점'이라는 음이, 秒의 원음은 '묘'이지만 같은 성부를 가진 抄나 炒의 음인 '초'에 이끌려 '초'라는 음이 정착되었다. 이렇듯 와음 현상은 한국과 일본에 있는 관용음의 대다수가 생긴 이유다.

#### 중국에서 왔으나 오·한·당음으로 분류할 수 없는 음
명백하게 중국에서 온 한자음으로 통용되고 있음에도 불구하고 오음, 한음, 당음으로 분류할 수 없는 경우도 관용음으로 분류한다. 예를 들어 茶(다, 차)는 오음으로는 ダ 혹은 ジヤ, 한음으로는 タ, 당음으로는 サ라고 읽지만, 일반적으로 쓰이는 음인 チヤ는 한음과 당음 사이의 시기에 유입된 것으로 추정되는 관용음이다. 또한, 귤의 한 종류인 뽕깡을 나타내는 단어인 椪柑(ポンカム)의 椪(병, ポン)은 오음, 한음, 당음 중 어느 한 곳에 속하는 음인지 불명확하기 때문에 관용음으로 분류되고 있다.

#### 다음자의 혼용
다음자인 罷(파 혹은 피)는 일본에서도 뜻에 따라 읽는 방법이 두 가지로 나뉜다. 즉, 원래는 '그만두다'라는 의미로서의 罷는 ハイ로, '지치다'라는 의미로서의 罷는 ヒ로 나눠서 읽어야 한다. 그러나 실제로는 罷免, 罷業 따위의 단어를 모두 ヒメン, ヒゲフ로 읽어, '그만두다'라는 의미로서의 罷를 ハイ가 아닌 ヒ로 읽는다. 이 경우 '그만두다'라는 의미에 대응하는 음 ヒ는 관용음이 되는 것이다.

#### 입성 'フ'의 변화음
폐음절이 적은 일본어의 특성 상 한자음의 입성은 파열음+모음 꼴로 실현된다. 특히 p̚은 일본 한자음에서는 -フ로 실현된다. 그런데 이 입성을 가진 한자 뒤에 파열음 혹은 마찰음을 자음으로 가지는 한자가 와서 같이 단어를 형성하면, 파열음+모음으로 입성을 나타내는 대신 촉음 ッ로 나타내기도 한다. (예- 学習: ガクシフ ↔ 学校: ガツコウ) p̚의 경우도 마찬가지라서, 合成: ガフセイ, 法廷: ハフテイ와 같은 경우는 フ로 표기하지만, 合戦: カツセン, 法度: ハツト와 같은 경우는 ッ로 표기한다. 이 때, 위와 같은 조건에서만 실현이 될 수 있던 p̚의 촉음화가 일부 한자의 경우, 조건 외의 상황에서도 유지되어 フ가 아예 ツ로 바뀌는 현상이 일어났다. 그 결과 立(립): リフ, 圧(壓, 압): アフ과 같은 한자들은 뒤에 따라오는 음에 관계없이 リツ, アツ로 발음하게 되었다. 이 음은 원래의 오음 및 당음의 입성 규칙에서 벗어나 있기 때문에 관용음으로 분류된다.

#### 훈독의 음독화
早(조, 오·한음: サウ)는 早急(サツキフ), 早速(サツソク) 등의 단어에서 サッ이라고 읽히는데, 이는 早乙女(さをとめ), 早苗(さなへ)의 さ-, 즉 早라는 글자를 훈독한 것에서 유래한 것이다. 이 때문에 サッ은 관용음으로 분류된다.

## 같이 보기
- 당음
- 오음
- 한음